# Cochliasanthus caracalla
Cochliasanthus caracalla là một loại đậu dây leo thuộc họ Fabaceae, có nguồn gốc từ vùng nhiệt đới Nam Mỹ và Trung Mỹ. Loài của cây này có tên là caracalla, chỉ rằng cây này bắt nguồn từ vùng Caracas thuộc Venezuela, hoặc có nguồn gốc từ tiếng Bồ Đào Nha là caracol, có nghĩa là ốc. Trước đây, loài này được xếp vào chi Vigna, nhưng sau đó nó được xếp là thành viên duy nhất của chi Cochliasanthus.

## Đặc điểm
Hoa của cây dây leo lâu năm này (khi được trồng ở nơi không có sương muối) có mùi hương và trông giống hoa của cây lục bình, với hình dạng cuộn tròn độc đáo, vì vậy đã tạo ra những cái tên phổ biến như dây leo xoắn ốc, dây leo ốc, cây leo ốc, hoặc đậu ốc.

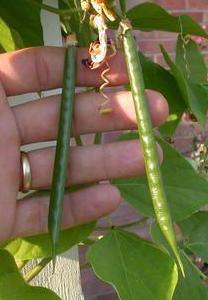
Corkscrew vine seedpods

Loại dây leo này có thể chịu được nhiệt độ từ -7 độ C trở lên, ưa thích nắng to và đất luôn ẩm ướt. Cây ưa thích nhiệt độ và độ ẩm cao. Ở những cấp nhiệt thấp hơn, cây sinh trưởng tốt trong chậu nếu được sưởi ấm từ bên trong.

## Hình ảnh

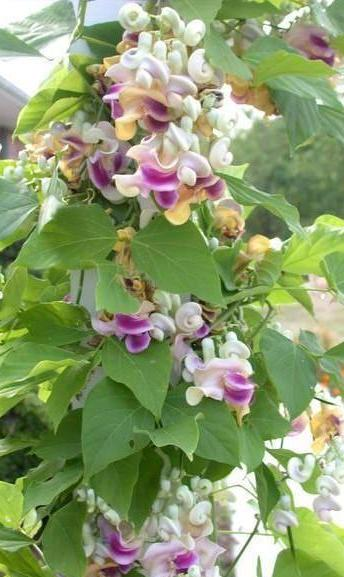
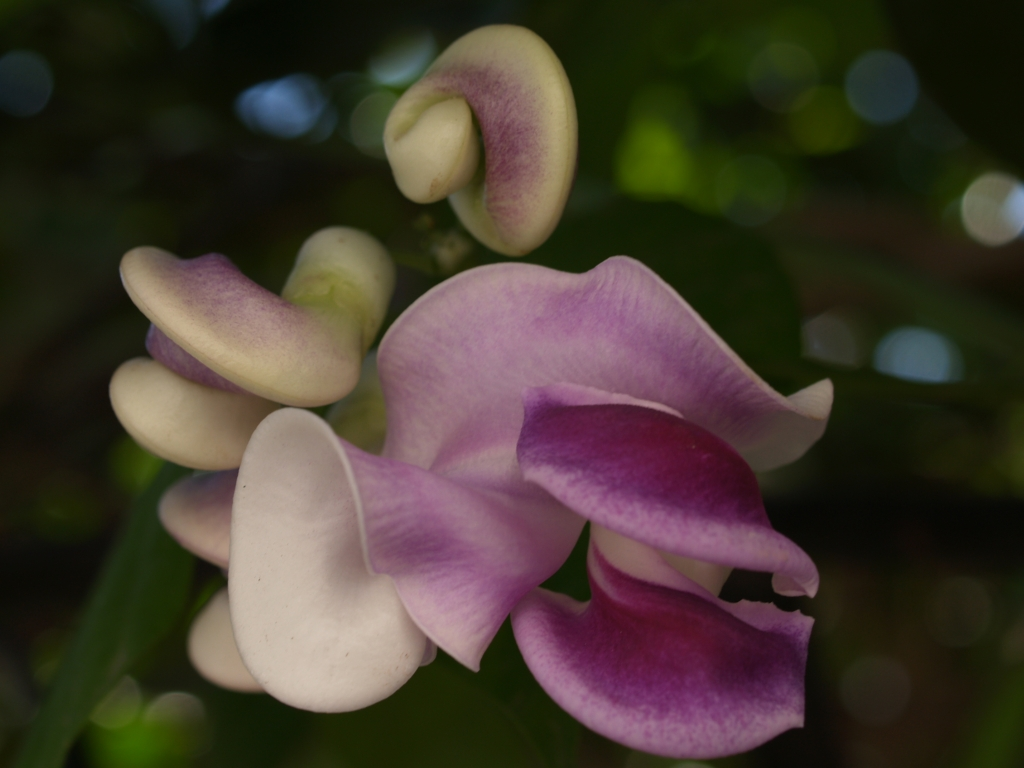
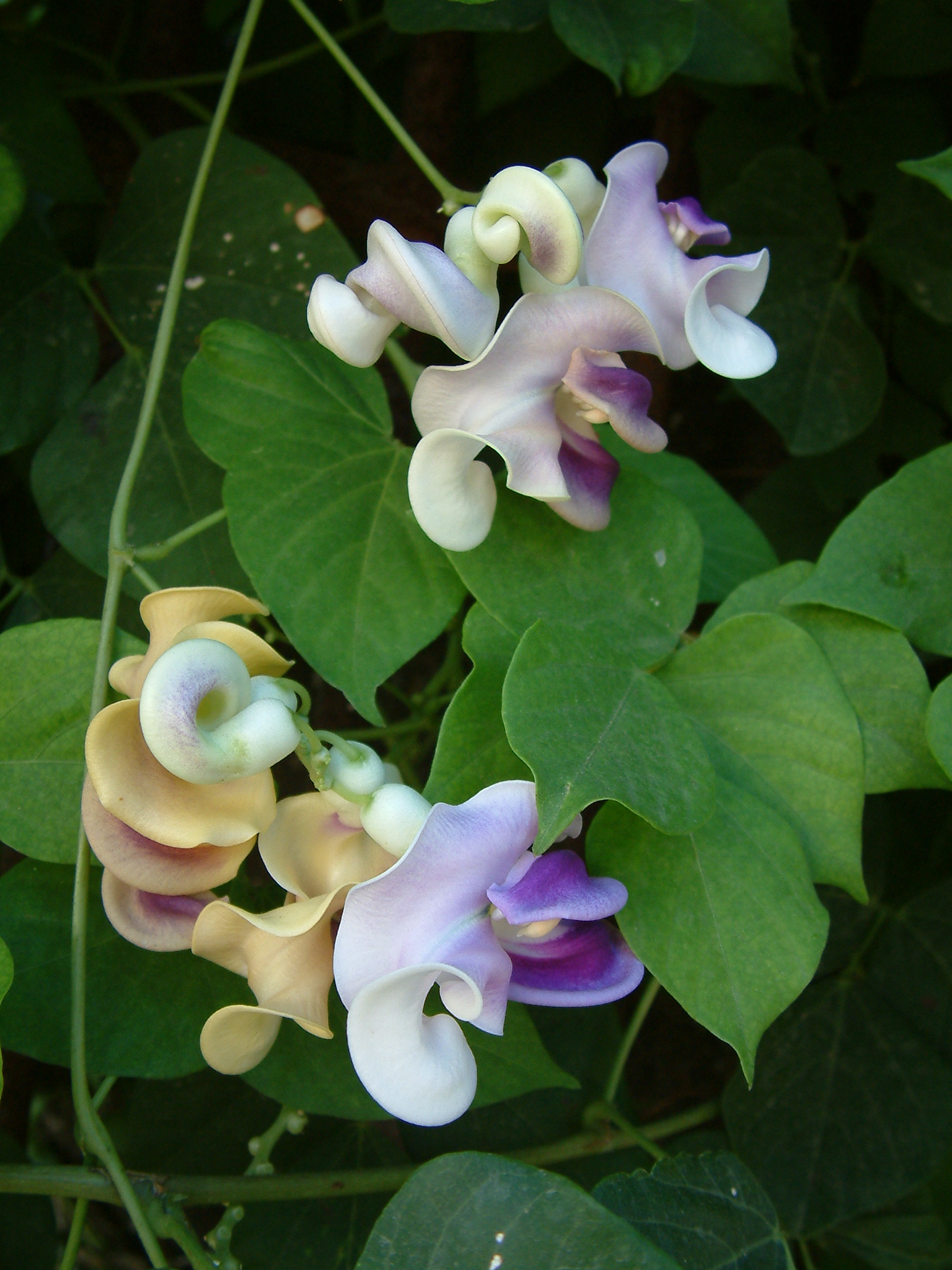